# Shockley Semiconductor Laboratory

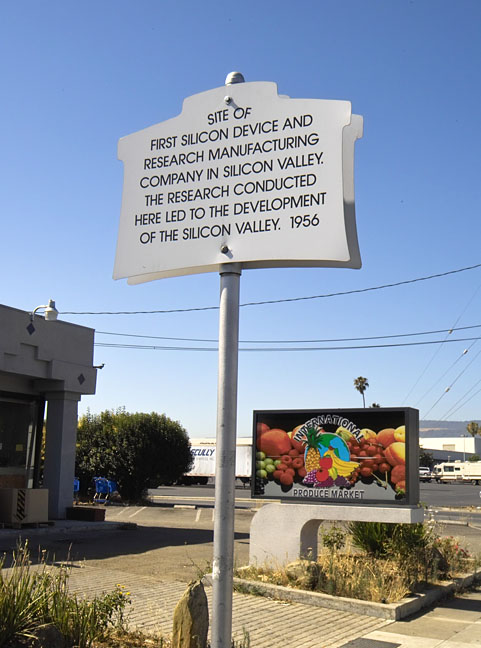
Памятная доска рядом с бывшим зданием Shockley Semiconductor в Маунтин-Вью

Shockley Semiconductor Laboratory — ныне не существующая американская компания. Первое предприятие, занявшееся кремниевыми полупроводниками в долине, которая вскоре получила название «Кремниевой».

## История
В 1954 году Уильям Шокли обсуждал сотрудничество с несколькими полупроводниковыми фирмами восточного побережья США и Лос‑Анджелесской агломерации по разработке кремниевой электроники.
В 1956 году будущий нобелевский лауреат по физике Уильям Шокли создал компанию Shockley Semiconductor Laboratory для работы над так называемыми 4-слойными диодами. Он заручился финансовой поддержкой своего университетского знакомого Арнольда Бекмана, основателя фирмы Beckman Instruments. Shockley Semiconductor была организована как дочернее предприятие Beckman Instruments, но при этом Бекман предоставил Шокли полную свободу действий. Шокли решил расположить лабораторию в небольшом городке Маунтин-Вью. Во-первых, недалеко оттуда проживала его мать, а во-вторых, Стэнфордский университет владел землёй в Маунтин-Вью и предоставлял её производителям электроники на выгодных условиях.
Шокли не удалось привлечь своих бывших сотрудников из Bell Labs. Вместо этого он нанял группу, по его мнению, лучших молодых специалистов по электронике, недавно окончивших американские университеты. Молодым сотрудникам не нравился высокомерный и даже параноидальный стиль управления Шокли. Например, известен случай, когда секретарь Шокли порезала палец, и Шокли заставил всех сотрудников компании пройти проверку на полиграфе, чтобы найти виновного (как оказалось, секретарь сама нечаянно порезалась канцелярской кнопкой). Последней каплей было решение Шокли прекратить перспективные исследования в области кремниевых полупроводников. Восемь молодых сотрудников — т. н. «вероломная восьмёрка» — предложила Бекману заменить Шокли профессиональным менеджером. Бекман отказался. Осенью 1957 года восьмёрка уволилась и основала свою собственную компанию, Fairchild Semiconductor.
С уходом восьмёрки Shockley Semiconductor Laboratory потеряла бо́льшую часть своих лучших сотрудников; через несколько месяцев компания Шокли закрылась.